# Make Yourself
Make Yourself — третій студійний альбом американської групи Incubus, який вийшов 26 жовтня 1999 року.

## Композиції
1. Privilege - 3:54
2. Nowhere Fast - 4:30
3. Consequence - 3:18
4. The Warmth - 4:24
5. When It Comes - 4:00
6. Stellar - 3:20
7. Make Yourself - 3:03
8. Drive - 3:52
9. Clean - 3:55
10. Battlestar Scralatchtica - 3:49
11. I Miss You - 2:48
12. Pardon Me - 3:44
13. Out from Under - 3:28